# Esporte Clube Avenida
El Esporte Clube Avenida es un equipo de fútbol de Brasil que juega en la Serie D, la cuarta división de fútbol en el país y del Campeonato Gaucho, la primera división del estado de Río Grande del Sur.

## Historia
Fue fundado el 6 de enero de 1944 en la ciudad de Santa Cruz do Sul en el estado de Rio Grande do Sul por un grupo de atletas provenientes del Santa Cruz Futebol Clube que buscaban crear a un nuevo equipo en la ciudad y su primer presidente fue Arno Evaldo Koppe.
En 1946 se afilia a la Federación Gaúcha de Fútbol y un año más tarde participa por primera vez en un torneo oficial organizado por la federación. El 8 de agosto de 1950 inaugura el Estádio dos Eucaliptos ante el Gremio de Porto Alegre con victoria para los visitantes con marcador de 2-13.
En la década de los años 1970 deciden fusionarse con sus rivales del Santa Cruz Futebol Clube por problemas financieros para dar origen a la Associaçao Santa Cruz do Futebol originalmente con los colores amarillo y azul, pero por la oposición de los integrantes del Avenida decidieron cambiarlos por verde y negro, pero la fusión no prosperó y volvieron a dividirse.
En el año 2000 juega por primera vez en la primera división del Campeonato Gaucho.
En la temporada 2018 consigue clasificar por primera vez a la Serie D, con lo que en 2019 jugará por primera vez a escala nacional gracias a que llegaron a las semifinales del Campeonato Gaucho, así como su primera aparición en la Copa de Brasil.
En la cuarta división nacional de 2019 supera la primera ronda al ganar su grupo, pero es eliminado en la segunda ronda por el SER Caxias do Sul del estado de Río Grande del Sur finalizando en el lugar 24 entre 68 equipos; mientras que en la Copa de Brasil elimina en la primera ronda al Guarani Futebol Clube del estado de Sao Paulo 1-0, pero en la segunda ronda es eliminado 2-4 por otro equipo del estado de Sao Paulo: el SC Corinthians Paulista.

## Palmarés
- Campeonato Gaucho - Serie B: 1

2011
- Copa de la Federación Gaucha: 1

2018

## Rivalidades
El principal rival del club es el Santa Cruz Futebol Clube con quien tiene el llamado Clásico Ave-Cruz.

## Uniformes
| Local 2013  | Visita 2013  | Local 2015   | Visita 2015   | Local 2016     |
| Visita 2016 | Tercero 2016 | Local 2017   | Visita 2017   | Tercero 2017   |
| Local 2018  | Visita 2018  | Tercero 2018 | Local 2018-19 | Visita 2018-19 |
| Local 2019  | Visita 2019  |              |               |                |

## Jugadores

### Jugadores destacados
- Éder Machado[15]